# Clitique
 (avril 2024).
Si vous disposez d'ouvrages ou d'articles de référence ou si vous connaissez des sites web de qualité traitant du thème abordé ici, merci de compléter l'article en donnant les références utiles à sa vérifiabilité et en les liant à la section « Notes et références ».
Un clitique est, en linguistique, un élément à mi-chemin entre un mot indépendant et un morphème lié.

## Caractéristiques
De nombreux clitiques peuvent être vus comme dérivés d’un processus historique de grammaticalisation :
élément lexical > clitique > affixe
Selon ce modèle, un élément lexical autonome situé dans un contexte particulier perdra progressivement certaines propriétés de mot indépendant pour acquérir celles d’un affixe morphologique. L’élément décrit comme « clitique » est donc en quelque sorte une étape de ce processus évolutif. Cette définition relativement large peut donc s'appliquer à une classe d’éléments très hétérogènes.
Une caractéristique qui est néanmoins partagée par tous les clitiques est leur dépendance prosodique. Un clitique est en effet toujours prosodiquement lié à un mot adjacent, dénommé hôte (très souvent un verbe), de telle sorte qu'il ne forme avec celui-ci qu'une seule unité phonétique complexe. On parle plus précisément :
- de « proclitique » lorsque le clitique s'appuie sur le mot qui le suit (cet emploi est appelé une « proclise ») : je dans je sais.
- d'« enclitique » lorsqu'il s'appuie sur le mot qui le précède (cet emploi est appelé une « enclise ») : je dans saurai-je ?

Les conventions orthographiques traitent les clitiques de multiples façons selon les langues et les configurations : certains sont écrits comme mots séparés, d'autres comme mots distincts de leur hôte, d'autres encore attachés à leur hôte mais reliés par un élément graphique (trait d'union, apostrophe).

## Langues romanes
En français et dans les autres langues romanes, les articles, les pronoms personnels sujets ou d’objet (direct ou indirect) et la préposition de sont des clitiques.
C’est le cas des terminaisons (non lexicales par elles-mêmes) qui proviennent d’anciennes flexions nominales ou verbales héritées du latin mais sont devenus des mots-outils séparés. Les pronoms personnels et articles, par analogie et généralisation de certains anciens emplois lexicaux autrefois plus restrictifs, sont employés maintenant comme clitiques (phénomène de dislocation) tout en conservant au moins une partie de leur fonction grammaticale.
Pourtant, cette définition large est encore insuffisante ; certains clitiques ne dérivent pas d'un élément lexical mais ont été ajoutés (par exemple, pour des raisons prosodiques ou par analogie avec des phonétisations similaires dans des expressions où on ne les emploie pourtant pas) sans aucune valeur sémantique par eux-mêmes.
De façon similaire, la particule proclitique de négation ne a perdu sa valeur sémantique propre au profit de la particule enclitique pas (marquant véritablement la négation) ou au profit d’autres adverbes ou adjectifs avec lesquels ce proclitique s’emploie. Dans le langage familier, ce proclitique d’origine archaïque, normalement obligatoire dans le langage soutenu, tend à être omis : « Fais pas ça ! » (pour « Ne fais pas ça ! »), parfois en oubliant aussi de mentionner le sujet impersonnel proclitique il comme dans le faux impératif « Faut pas le faire ! » (pour « Il ne faut pas le faire ! » à l’indicatif).
Dans ce cas, le processus de formation modifie la première étape en :
élément non lexical (prosodie par exemple) > clitique > affixe
sans qu’on puisse attribuer le premier élément à un lexème précis (plutôt ici un ensemble mal défini de morphèmes lexicaux proches).
C’est le cas aussi en français des particules enclitiques verbales de « fausses » liaisons (qu’on pourrait souvent appeler des pataquès si elles étaient restées fautives) qui ont été gardées car elles jouent aussi un rôle euphonique. Par exemple, le -t- dans « Joue-t-il ? » est une forme totalement intégrée et est devenue obligatoire. Selon les grammairiens, certaines de ces particules sont analysées comme telles ou bien vues comme formant un mot composé avec le pronom personnel auquel il se lie pour en donner une flexion particulière, l’ensemble ainsi composé restant une particule unique puisqu’on ne peut pas les détacher des quelques pronoms auxquels ces particules peuvent se lier.
Pourtant, il reste bien des particules de fausses liaisons dans le langage familier ou populaire, qui sont rarement transcrits sauf pour transcrire justement cette façon de parler pleine de pataquès comme :
- le -z- dans « Ce n’est point-z-à-moi ! » ou le -t- dans « Ce n’est pas-t-à moi ! » (expressions souvent citées de façon charmante pour expliquer l’origine du mot pataquès)
- ou encore le z’ des expressions « Donne-moi-z’en ! » ou « Y z'y vont » (où le premier y est aussi une transformation euphonique de il ou ils sur le modèle de la liaison courante de ce dernier, l’ensemble particule-plus-pronom transformé formant un nouveau pronom populaire employé aussi bien au singulier qu’au pluriel ; cette forme peut même s’abréger en z’ tout seul au pluriel pour éviter un hiatus dans Z’ont pour Ils/elles ont, mais, dans ce cas, ce n’est plus une simple particule de liaison euphonique mais la forme élidée de ces pronoms personnels.)
- ou encore le n’ dans la phrase comique « Qui n’en veut ? ».

Dans ces cas, la transformation finale en affixe n’est pas réellement réalisée.
Ce dernier exemple rappelle aussi que la particule de négation proclitique ne du français (d’origine lexicale) ne joue plus aucun rôle sémantique (elle est souvent omise dans le langage familier), mais elle est conservée uniquement par tradition pour rappeler, à côté du verbe où on l’emploie, que celui-ci va avoir sa portée réduite soit par une subordonnée (impersonnelle, conjuguée à l’infinitif et introduite par que), soit par la véritable négation portée par l’adverbe pas (une autre particule, enclitique celle-là, formée par analogie grammaticale arbitraire sur le modèle des substantifs qui accompagnaient les particules négatives latines, et sans origine lexicale par elle-même) ou par un autre adverbe ou adjectif à signification réductrice (et non nécessairement clitique) comme rien, jamais, etc.
Dans ce dernier cas du pas français, le processus de formation suit bien un chemin inverse :
affixe > clitique > élément lexical (la dernière étape de formation est bien avancée pour la particule adverbiale enclitique pas en français, même si l’origine de l’affixe n’est pas justifiée par l’étymologie mais par la prosodie et le processus général de formation de locutions).
Le latin populaire lui-même a fini par favoriser nettement la conjonction et (lexicale et non considérée comme clitique ou alors considérée comme à la fois proclitique et enclitique puisqu’elle se lie aux deux mots avant et après elle, et conservée en français pour cet usage) au suffixe classique -que (qui a été abandonné en français pour la coordination mais qui est à l'origine des conjonctions de subordination indirectes après un adverbe), selon un processus similaire de lexicalisation et d’extension de champ grammatical.